# Pectenodoris aurora
Pectenodoris aurora is een zeer zeldzame zeenaaktslak die behoort tot de familie Chromodorididae. Deze slak komt voor in het westen van de Grote Oceaan, hoofdzakelijk langs de kusten van Japan, Indonesië en de Filipijnen, op een diepte van 3 meter.
De slak heeft een blauwe en paarse kleur met drie witte strepen, alhoewel ook een rode variant bestaat. De mantelrand bestaat uit een violette band, waarop donkerpaarse vlekken te zien zijn. De rinoforen zijn rood, met een witte band. Ze wordt, als ze volwassen is, zo'n 8 tot 20 mm lang. Ze voeden zich voornamelijk met sponzen.